# Panzerkampfwagen VIII Maus
Panzerkampfwagen VIII Maus foi um tanque de guerra nazista alemão, o mais pesado a ser fabricado durante a Segunda Guerra Mundial. Foi desenvolvido por Ferdinand Porsche para a Alemanha Nazista em 1942 e aprovado por Hitler. Seu nome deveria ser Mammut (mamute) mas foi trocado por Maus (rato). Durante testes, seu enorme peso fez o tanque afundar e encalhar em terrenos não muito firmes, fazendo com que sua produção fosse cancelada pela Wehrmacht. Os tanques fabricados ficaram em posições de defesa estática, não tendo relatos oficiais que tenham enfrentado o inimigo, apesar de soldados americanos terem afirmado ter enfrentado pelo menos um.